# Pseudospondias
Genre
Pseudospondias Engl. est un genre de plantes de la famille des Anacardiaceae.

## Liste d'espèces
Selon Catalogue of Life (12 janvier 2018) :
- Pseudospondias longifolia Engl.
- Pseudospondias microcarpa (A. Rich.) Engl.

Selon NCBI (12 janvier 2018) :
- Pseudospondias microcarpa

Selon The Plant List (12 janvier 2018) :
- Pseudospondias longifolia Engl.
- Pseudospondias microcarpa (A.Rich.) Engl.

Selon Tropicos (12 janvier 2018) (Attention liste brute contenant possiblement des synonymes) :
- Pseudospondias longifolia Engl.
- Pseudospondias microcarpa (A. Rich.) Engl.